# Johann Philipp Reis
Johann Philipp Reis (Gelnhausen, 1834. január 7. – Friedrichsdorf, 1874. január 14.) német fizikus és feltaláló volt. Ő volt az első, aki elektromos vezetéken keresztül hangokat közvetíteni tudó és használható szerkezetet alkotott, így a telefon feltalálásában kulcsszerepe volt. Eközben kifejlesztette a kontaktmikrofont is és a szerkezetének 1861-ben a telefon nevet adta, mely elnevezés a későbbiek során általánosan meghonosodott. Reis egy másik találmánya az egysoros görkorcsolya volt, melyet azonban már korábban is ismertek.

## Élete

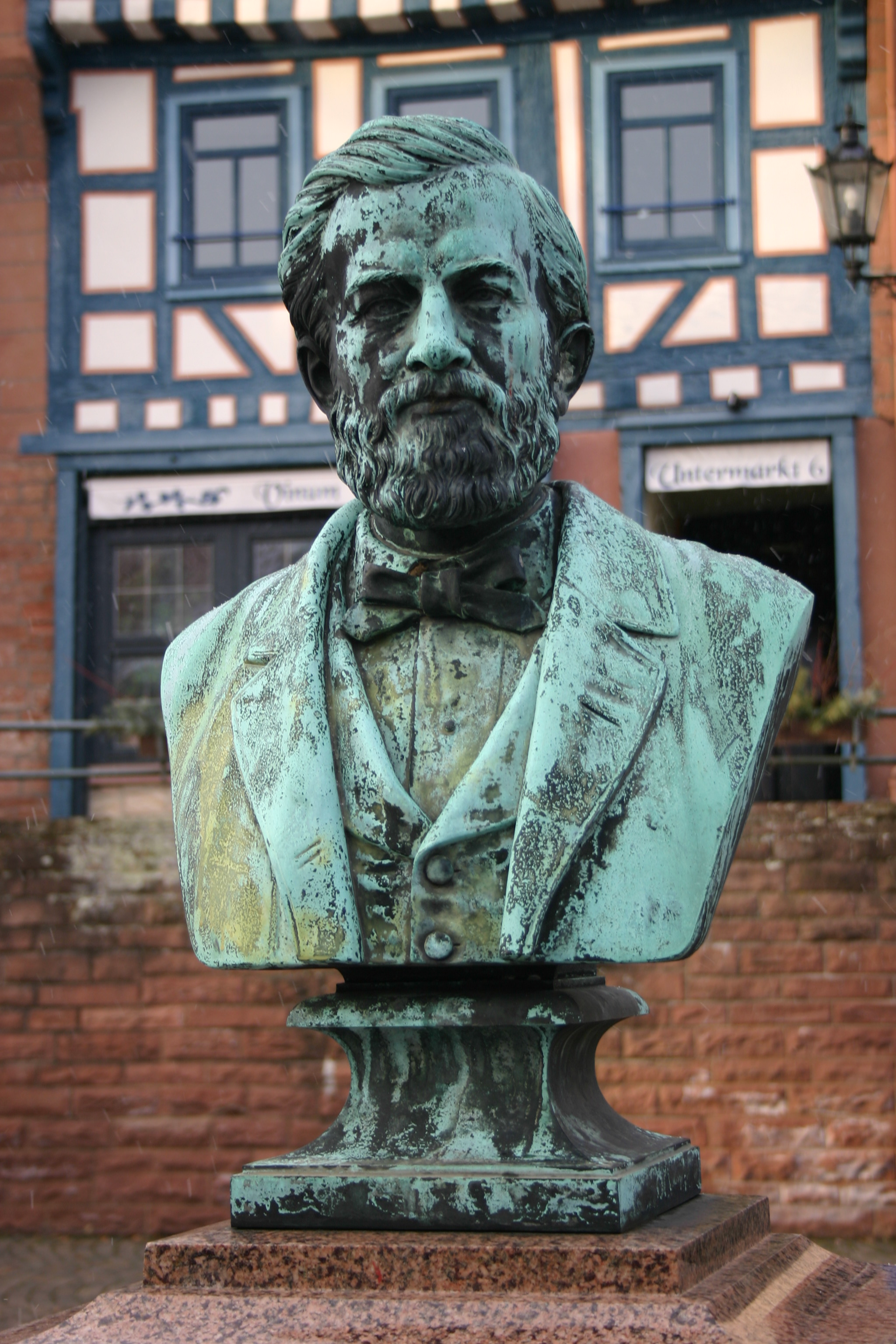
a gelnhauseni emlékmű

Evangélikus családba született, apja Sigismund Reis (1807-43) pékmester, anyja Marie Katharine Glöckner (1813-35). Egy évvel születése után anyja elhunyt, 1843-ban elveszítette az apját is. A szülei korai halála révén keresztapja - és névadója -, Philipp Bremer (1808-63) gyámsága alá került és nagyanyjánál, Susanne Maria Fischernél (1769-1847) lakott. 1845-ben elhagyta szülővárosát, mikor a helyi polgári iskolából a friedrichshofi Louis Frédéric Garnier Intézethez került, mely iskola ma az ő nevet viseli. Itt 14 éves koráig maradt.
Ezt követően frankfurti Hassel Intézetbe (Hasselsche Institut) került. 1850. március 1-jén tanoncként a frankfurti Johann Friedrich Beyerbach festékkereskedéséhez került és kereskedelmi iskolába járt egyidejűleg. A szakmai képzése mellett természettudományi tanulmányokat is folytatott egy politechnikai előképző iskolán és a Fizikai Egyesületnél (Physikalischer Verein) Frankfurtban, melynek 1851-től tagja lett. Már 1852-ben felmerült benne a gondolat, hogy az emberi beszéd elektromos áram segítségével történő közvetítésének lehetőségeit kutassa.
1855-be a katonai szolgálata letelte után és különböző tanulmányutak után ismét Frankfurtban folytat természettudományi tanulmányokat és a heidelbergi egyetemre szeretett volna beiratkozni, de 1858-ban váratlanul Garnier a friedrichsdorfi iskola francia, fizika, matematika és kémia szakos tanárának nevezte ki.
Gelnhausenben 1858-ban vette feleségül Margaretha Schmidtet (1836-95), egy szabómester lányát, vett egy házat Friedrichsdorfban és szabad idejében továbbra is foglalkozott mechanikával és elektrotechnikával. Ez idő alatt nem csak az egysoros görkorcsolyát fejlesztette ki, hanem egy velocipédet is. További kísérletei során a napenergiában rejlő lehetőségeket is kutatta. 1861. február 14-én született Elise nevű lánya és két évvel később Karl nevű fia.
Az oktatás igényesebbé tétele érdekében egyszerű eszközökből szemléltető modelleket épített. Az egyik ilyen egy fülkagyló modellje volt, mely Reist a jelentős találmányára sarkallta. Az elektromos beszédátvitel nehézségeinek a leküzdését tűzte ki életének fő feladatául.

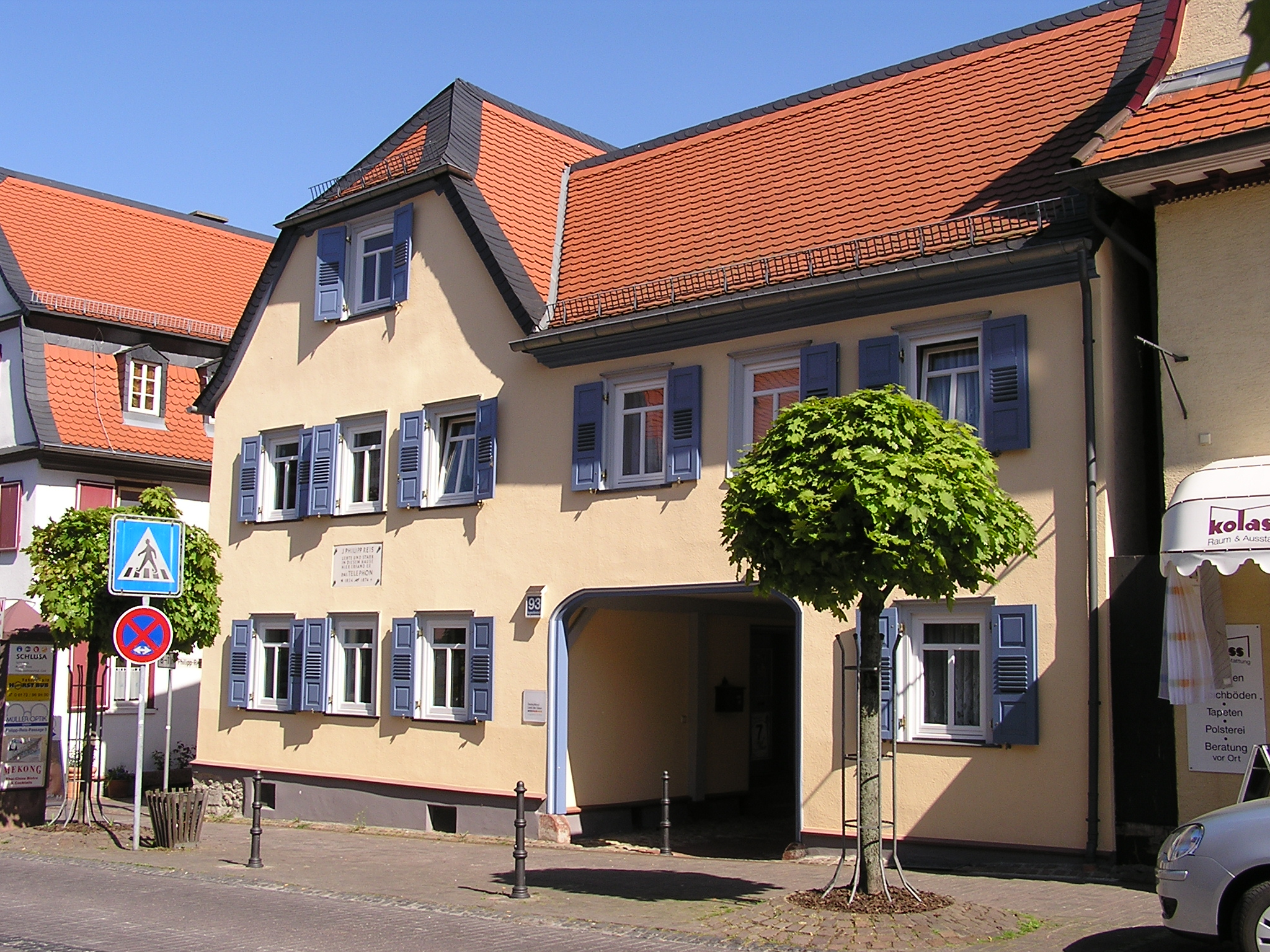
lakóháza Friedrichsdorfban ma a Philipp-Reis-Hausnak ad otthont

1858-tól 1863-ig Friedrichsdorfban a készülékének első prototípusán dolgozott és ennek során találta fel a kontaktmikrofont is. A kezdeti kudarcok után 1860-ban sikerült neki az áttörés, miután különböző fiziológiai és fizikai iratokat tanulmányozott át, köztük Hermann von Helmholtzét (1821-94). Reis a találmányát telephonnak nevezte el (a már akkor meglévő telegraph szó analógiájára). Összesen három javított változatát készítette el a készüléknek. 1861 október 26-ikán mutatta be először nyilvánosan távbeszélőjének egyik prototípusát a Fizikai Egyesület tagjai előtt Frankfurtban. Előadásának címe: "A hangok tetszőleges távolságba való átültetése a galvanikus áram segítségével". Az egyesület 1860/61-es éves jelentésének 57. oldalán egy tudományos szakjelentés olvasható Reis telefonjáról „A galvanikus árammal való telefonálásról” címmel.

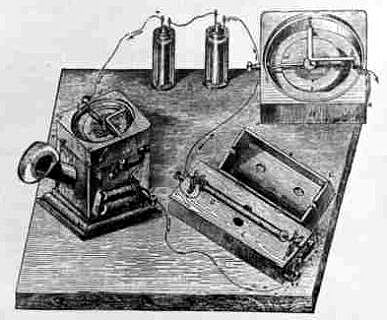
a kísérleti szerkezet elrendezése

Ezen első sikerektől felbátorodva Reis jelentősen javította a készülékét 1863-ig és egy frankfurti kereskedővel, Johann Valentin Alberttel nagyobb mennyiségben állíttatta elő, hogy azokat a nemzetközi piacon mint tudományos szemléltető eszközt 8-12 talléros áron árusíthassa. A német feltaláló így vált világszerte ismertté, viszont különösebb gazdasági hasznot Reisnak a találmány nem hozott.
Ennek oka főként a Németországban uralkodó nyilvános vélekedés volt, melyet különösen az elutasító tudományos megítélés befolyásolt. Viszont Frankfurtban a porosz VIII. távíró-felügyelőség befolyásos elöljárójának, Wilhelm von Legatnak felkeltette a figyelmét a találmány. Ő felismerte Reis találmányában a lehetőségeket és írt róla egy cikket egy neves szakfolyóiratba. Ámde tudományos elismertség nélkül ez a cikk is hatás nélkül maradt. Így Johann Christian Poggendorff is elzárkózott a találmány ismertetésétől a fizikai és kémiai évkönyvében és von Legat pártfogása ellenére sem vette be az értekezést az „Egzakt természettudományok biográfiai-irodalmi kézikönyvébe” („Biographisch-Literarisches Handwörterbuch der exakten Naturwissenschaften”).
Néhány készüléke eljutott Oroszországba, Nagy-Britanniába, Írországba és az Egyesült Államokba. A brit-amerikai feltaláló, David Edgar Hughes (1831-1900) 1865-ben jó eredményeket ért el a német Telephonnal és az év nyarán a találmányt bemutatta II. Sándor orosz cárnak annak nyári rezidenciáján Carszkoje Szelóban. Ugyanennek az évnek az őszén Stephen M. Yeates (1832-1901), egy technikarajongó dublini hangszerkészítő mutatta be a találmányt egy szakértőkből álló közönségnek, melyben ott volt William Frazer ír fizikus (1824-99) is, aki a telefon eredményes használhatóságát írásban is megerősítette. A német találmánnyal az Egyesült Államokban 1868-tól kezdtek el dolgozni.

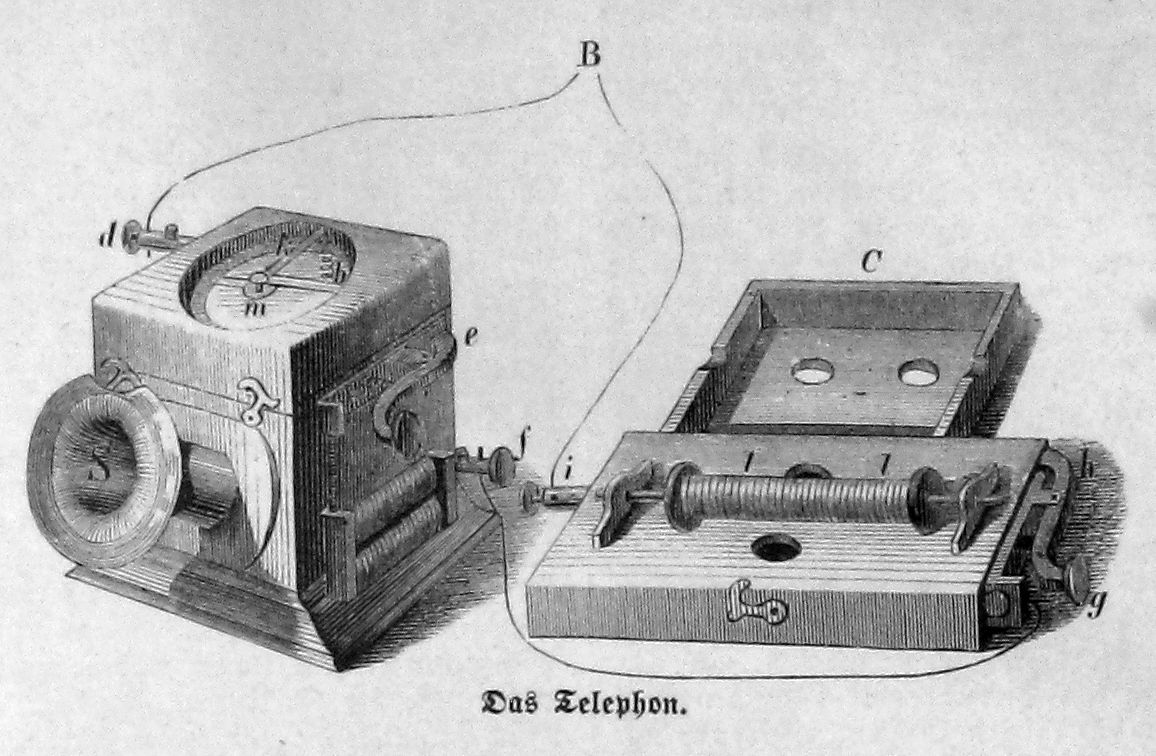
a Reis-féle "zenetelegráf" rajza, Die Gartenlaube folyóirat, 1863.

Reis a találmányát 1863 szeptemberében bemutatta Ferenc Józsefnek a frankfurti Goethe-házban. Ezúttal zenei hangokat továbbított a készülék segítségével. 1864. szeptember 21-én Gießenben is nagy érdeklődést tudott kelteni a tekintélyes tagokból álló Természetkutatók Gyűlése előtt és elérte, hogy a „Fizikai és kémiai évkönyvek” („Annalen der Physik und Chemie”) szerkesztősége, mely 1860-ban a telefonról írt tanulmányának feljegyzését visszautasította, immár nem mellőzhette. Reis ezúttal azonban elutasított egy cikket abból a meggyőződésből, hogy Johann Christian Poggendorf révén a találmánya egyéb támogatás nélkül is ismertté válik. A legújabb fejlesztésű telefonja tartalmazott már egy elektromágneses vevőegységet, ám további fejlesztéseket már nem végezhetett. Már korán elkapta a tuberkulózis ami gyakran ágyhoz kötötte. Az első használható telefonkészülék feltalálója 1874 január 14-ikének délutánján hunyt el a betegsége következtében, mindössze 40 éves korában. A friedrichsdorfi temetőben helyezték végső nyugalomra.

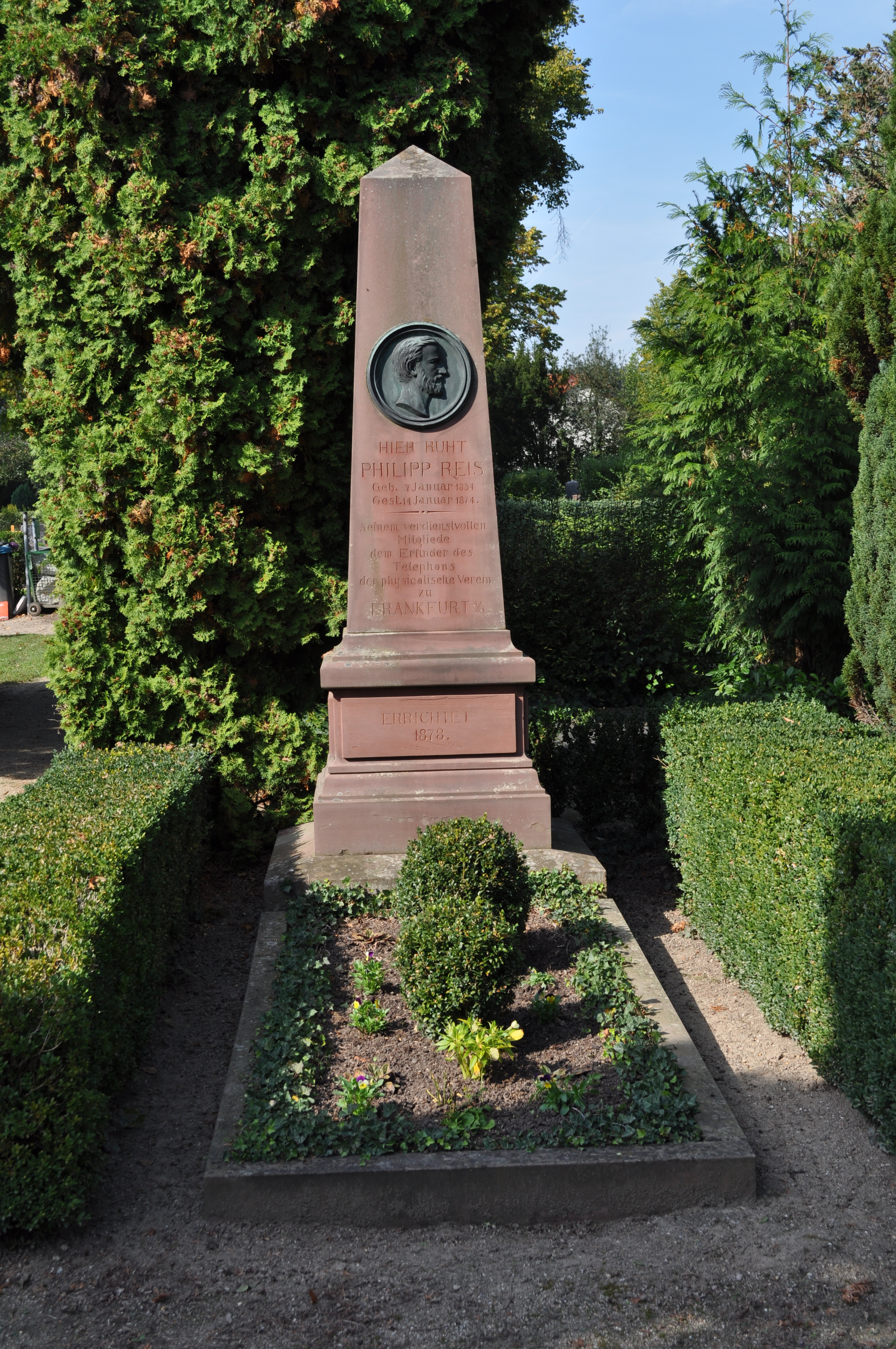
sírja a friedrichsdorfi temetőben

Alexander Graham Bell már 1862-ben Edinburgh-ban megismerkedett Reis egyik korai telefonkészülékével. Az apja jutalmat ígért neki és testvéreinek, ha ezt a szerkezetet tovább tudják fejleszteni. Bell 1875 márciusában a Washingtoni Smithsonian Intézetben a német feltaláló egyik újabban megjelent készülékével kísérletezett és profitált annak alapkutatásaiból. A Bell által szintén áttanulmányozott Antonio Meucci iratai mellett Philipp Reis tanulmányai is az első gazdaságilag hasznosított távbeszélő előzményének tekinthetők.
A Nature magazin, a természettudományok világszerte legelismertebb folyóirata már 1878-ban leírta a Reis-féle találmány különböző fejlesztési stádiumainak felépítését.
Silvanus Phillips Thompson (1851-1916) brit történészre és fizikusra Reis találmánya oly mértékben hatással volt, hogy 1883-ban kiadatta az első nagy angol nyelvű Reis-életrajzot Inventor of the telephone címmel, melyben sok részlet, eredeti dokumentumok és fordítások szerepeltek és melyben arra a következtetésre jutott, hogy Reis volt a telefon feltalálója.

## Emlékművek, szobrok, eredeti szerkezetek
- A telefon térnyerése után a frankfurti Fizikai Egyesület tagsága 1878-ban obeliszket emeltetett a sírjánál.
- A feltalálónak állítottak emlékműveket az Eschenheimer Anlagéban Frankfurtban 1898-ban valamint Gelnhausenben.
- Egy másik emlékműve található a róla elnevezett Philipp Reis sétányon Friedrichsdorfban. A friedrichsdorfi emlékmű aluminiumsztéléi egy háromdimenziós szinuszgörbét ábrázolnak, melyek a telefon továbbított rezgéseit szimbolizálják.

- A ma műemlékvédelem alatt álló lakóházában (Hugenottenstraße 93) található a Philipp Reis Múzeum. Rendszeresen szerveznek itt rendezvényeket, melyek során gyerekeknek mutatják be a telefon működését.

- A müncheni Német Múzeum (Deutsches Museum) található egy mellszobor, mely nagyban hasonlít a Gelnhausenben találhatóra. Ugyanitt az 1863-ban kifejlesztett Telefon Nr. 50 is ki van állítva.

- Ezenkívül Karlsruhéban egy utcát neveztek el róla. A berlini Kommunikációs Múzeum kincstárában egy eredeti készülék látható.

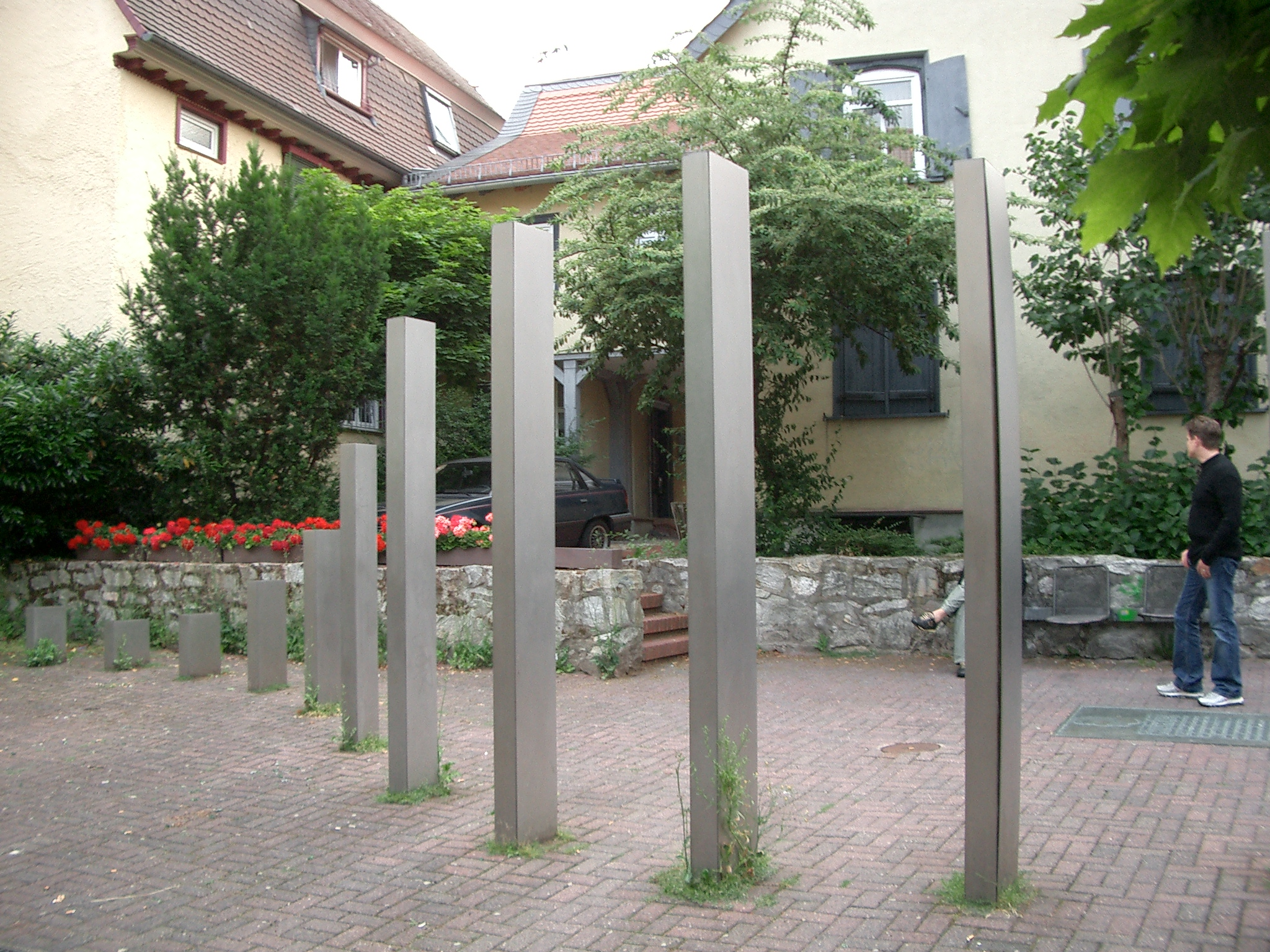
a friedrichsdorfi emlékmű, 2004
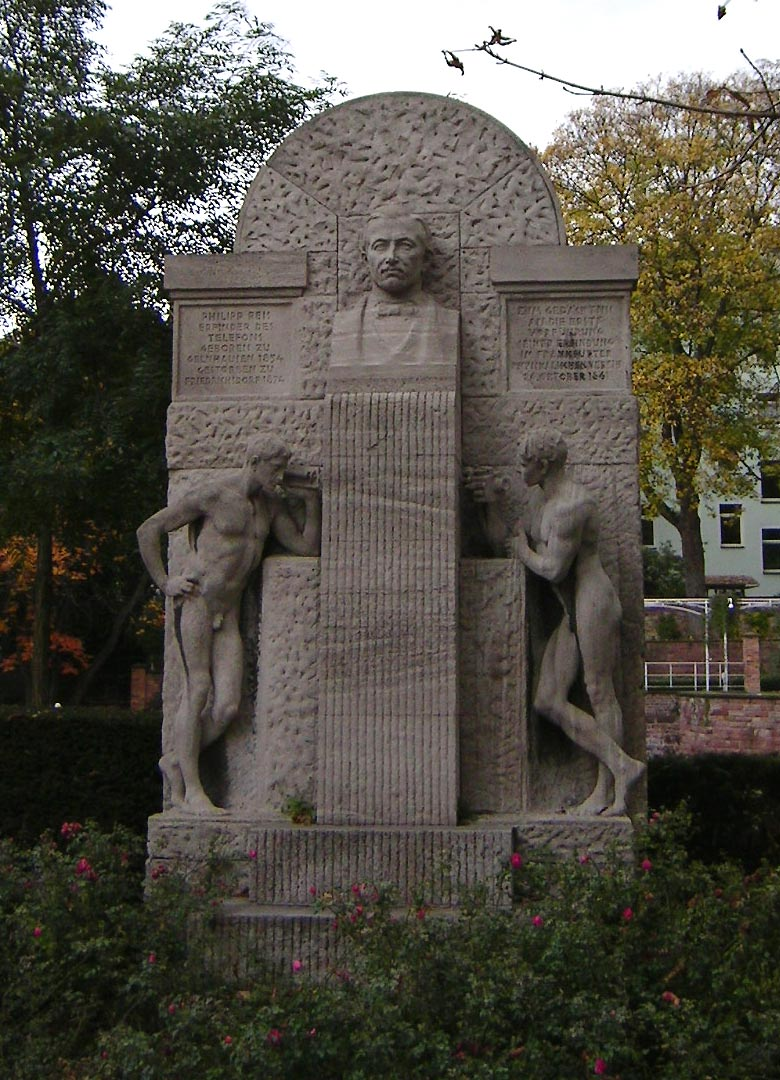
a frankfurti emlékmű, 2004
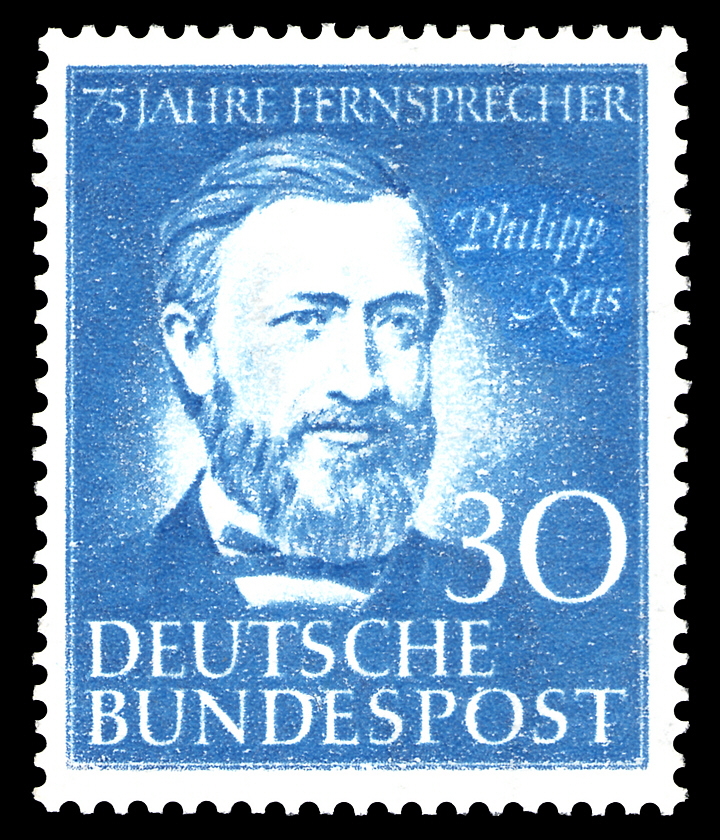
a német szövetségi posta a távbeszélés németországi meghonosodásának 75. évfordulójára kiadott emlékbélyege

## Bibliográfia
- Philipp Reis: Über Telephonie durch galvanischen Strom, ("A galván árammal való telefonáélásról") - a Frankfurti Fizikai Egyesület éves jelentéseinek újranyomata in Beiblätter zu den Annalen der Physik; Barth, Frankfurt a.M., 1897
- Philipp Reis: Mitteilung über das Telephon, ("Közlemény a telefonról") - a Frankfurti Fizikai Egyesület éves jelentéseinek újranyomata in Beiblätter zu den Annalen der Physik; Barth, Frankfurt a.M., 1897

## Díjak
A német szövetségi posta minisztere 1952-ben alapította meg a Philipp Reis plakettet. A VDE, a Deutsche Telekom valamint Friedrichshof és Gelnhausen városok kétévente adományozzák a Johann Philipp Reis-díjat a távközlési technika terén elért különleges teljesítményekért.

## Fordítás
- Ez a szócikk részben vagy egészben  a   Philipp Reis című német Wikipédia-szócikk fordításán alapul.  Az eredeti cikk szerkesztőit annak laptörténete sorolja fel. Ez a jelzés csupán a megfogalmazás eredetét és a szerzői jogokat jelzi, nem szolgál a cikkben szereplő információk forrásmegjelöléseként.